# Fernando Vera (Radsportler)
Héctor Fernando Vera Vargas (* 4. Februar 1954 in Santiago de Chile) ist ein ehemaliger chilenischer Radrennfahrer und nationaler Meister im Radsport.

## Sportliche Laufbahn
Vera war Bahnradsportler und auch im Straßenradsport aktiv. Er war Teilnehmer der Olympischen Sommerspiele 1976 in Montreal. In der Einerverfolgung scheiterte er in der Qualifikation. Bei den Olympischen Sommerspielen 1984 in Los Angeles war er erneut für Chile dabei. Er startete dort in zwei Disziplinen. In der Mannschaftsverfolgung wurde Chile mit Lino Aquea, Eduardo Cuevas, Miguel Droguett und Fernando Vera auf dem 14. Rang klassiert. In der Einerverfolgung schied er in der Qualifikation gegen Sixten Wackström aus.
1974 wurde er Sieger der Panamerikanischen Meisterschaft in der Einerverfolgung. 1975, 1978 und 1979 gewann er die Silbermedaille. 1984 gewann er mit dem chilenischen Vierer das Mannschaftszeitfahren und die Mannschaftsverfolgung der Meisterschaften.
Bei den Panamerikanischen Spielen 1979 gewann er mit Richard Tormen, Roberto Muñoz und Sérgio Aliste die Mannschaftsverfolgung. 1975 gewann er die Bronzemedaille und 1979 die Silbermedaille in der Einerverfolgung. Bei den Panamerikanischen Spielen 1983 wurde Vera positiv auf eine verbotene Substanz getestet und daraufhin disqualifiziert.
Bei den nationalen Meisterschaften holte Vera den Titel in der Einerverfolgung 1974, 1977, 1978, 1980, 1981, 1982, 1983 und 1985. In der Mannschaftsverfolgung gewann er den Titel von 1972 bis 1992. Im Mannschaftszeitfahren wurde Vera 1976, 1978, 1980, 1981, 1985 und 1988 nationaler Meister.
1988 wurde er Sieger der Vuelta Ciclista de Chile. 1980 und 1985 hatte er den 2. Platz hinter Federico Moreira belegt. 1976, 1978, 1980, 1982, 1985 gewann er jeweils eine Etappe der Rundfahrt.

## Berufliches
Seit 1989 war er als Trainer im Radsport in Frankreich, Kuba, Belgien und anderen Ländern tätig.